# Frank Cordell
Frank Cordell (Kingston upon Thames, Londres, Anglaterra, 1 de juny de 1918 − Hastings, East Sussex, Anglaterra, 6 de juliol de 1980) va ser un compositor, arranjador i director d'orquestra anglès.

## Biografia
Compositor, arranjador i director d'orquestra a la BBC entre 1947 i 1955, Frank Cordell escriu sobretot música per a l'obra radiofònica The Gay Galliard  de Margaret Irwin (1951, amb Valerie Hobson i John Laurie).
Després, de 1955 a 1962, és director musical al si de HMV Records que publica discos microsolc on dirigeix la seva pròpia orquestra — sota la denominació «Frank Cordell and His Orchestra» —, en particular en un repertori d'arranjaments que realitza (com Lady, Be Good!, The Man I Love i Summertime de George Gershwin).
Finalment i a partir de 1962, des d'aleshores independent, es dedica principalment a la composició.
Al cinema, se li deuen partitures per a dos documentals i quatre curtmetratges (entre els qualsFirst on the Road  de Joseph Losey el 1959). Però sobretot, escriu la música de catorze llargmetratges (majoritàriament britànics), el primer The Voice of Merrill de John Gilling (1952, amb Valerie Hobson i James Robertson Justice).
Citem igualment Khartum de Basil Dearden (1966, amb Charlton Heston i Laurence Olivier), Operació V2 de Boris Sagal (1969, amb David McCallum i Charles Gray) i Cromwell de Ken Hughes (1970, amb Richard Harris com a Oliver Cromwell i Alec Guinness). La seva última música per pel·lícules és per a Homicidis sota control de Larry Cohen (pel·lícula americana, 1976, amb Tony Lo Bianco i Deborah Raffin).
Signa també una partitura original per a 2001: una odissea de l'espai de Stanley Kubrick (1968) que no serà triada pel realitzador.
La pel·lícula històrica Cromwell  li suposa una nominació al Globus d'Or a la millor banda sonora original i una altra a l'Oscar a la millor banda sonora.
A la televisió, entre 1961 i 1971, Frank Cordell escriu músiques per a dos sèries documentals, un telefilm i dues sèries de ficció (catorze episodis de Court Marcial, 1965-1966).
Fora de la pantalla, compon, entre d'altres, peces de música lleugera (com Big Ben Waltz  i Rhapsody in Red ), un concert per a violoncel, un concert per a trompa, o Gestures  i Patterns , per a quartet de saxòfons.

## Música per la pantalla[3]

### Cinema
- 1952: The Voice of Merrill de John Gilling
- 1959: The Captain's Table de Jack Lee
- 1959: First on the Road de Joseph Losey (curt documental)
- 1961: The Rebel de Robert Day
- 1964: Vol des d'Ashiya (Flight from Ashiya) de Michael Anderson
- 1964: Never Put It in Writing d'Andrew L. Stone
- 1966: Khartoum de Basil Dearden
- 1969: Esquadró Mosquito (Mosquito Squadron) de Boris Sagal
- 1970: Hell Boats de Paul Wendkos
- 1970: Cromwell de Ken Hughes
- 1976: Trial by Combat de Kevin Connor
- 1976: God Told Me To de Larry Cohen

### Televisió
- 1965-1966: Court Martial (sèrie), 14 episodis
- 1966: The Man Who Never Was (sèrie), episodi 1 One Plus One Equals One de John Newland
- 1968: Danger Has Two Faces, telefilm de John Newland

## Premis i nominacions

### Nominacions
- 1971: Oscar a la millor banda sonora per Cromwell
- 1971: Globus d'Or a la millor banda sonora original per Cromwell